# Slum Village
Gli Slum Village sono un gruppo musicale hip hop statunitense originario di Detroit.

## Storia del gruppo
Il gruppo si è formato nel 1995 per iniziativa di J Dilla, che contatta gli amici rapper T3 e Baatin e cura la produzione delle basi oltre che concedersi all'attività di MC. Il gruppo si è costituito a Detroit e ha cominciato a farsi conoscere nella scena underground della città.
Il primo album discografico realizzato è Fan-Tas-Tic, che contiene i brani già pubblicati come demo nel primissimo periodo di attività del gruppo. Il disco di fatto è stato registrato nel periodo 1996-1997, ma è uscito nel 2005, quindi è il primo album realizzato ma non il primo pubblicato.
Nel giugno 2000 è stato pubblicato Fantastic, Vol. 2, prodotto da J Dilla con Pete Rock e D'Angelo. A questo disco hanno collaborato anche Busta Rhymes, Q-Tip e altri artisti. Circa un mese dopo è uscito un altro album, dal titolo Best Kept Secret, che è pubblicato sotto lo pseudonimo J-88.
Subito dopo (2001) J Dilla ha lasciato il gruppo per intraprendere l'attività solista, ma ha continuato a produrre gli album del gruppo, che ha visto l'ingresso da collaboratore di Elzhi.
Il terzo album vero e proprio è Trinity (Past, Present and Future), uscito nell'agosto 2002 e pubblicato dalla Capitol Records. Questo album è caratterizzato dalla presenza del singolo Tainted, che vede la partecipazione di Dwele e che entra anche nella diffusione da discoteca grazie al remix di Timbaland.
Nel 2002, dopo la pubblicazione di una raccolta, il gruppo diventa un duo composto da T3 e Young RJ. Baatin infatti lascia il gruppo per problemi di salute. Nel 2004 viene pubblicato l'album Detroit Deli (A Taste of Detroit), a cui partecipano numerosi artisti tra cui Kanye West, John Legend (entrambi nel singolo Selfish), MC Breed e altri.
Dopo la separazione dalla Capitol Records, pubblicano un mixtape e un altro album, l'eponimo Slum Village.
Nel febbraio 2006 il gruppo viene colpito da una tragedia: il membro fondatore e produttore J Dilla muore per arresto cardiaco.
Nel 2008 il gruppo si riunisce dopo alcuni anni e lavora all'EP Villa Manifesto.
Nel luglio 2009 il gruppo viene investito da una nuova tragedia: il rapper Baatin viene rinvenuto morto a Detroit.
Nel luglio 2010 viene pubblicato il nuovo album Villa Manifesto, dalla E1 Records. A questo album, che contiene degli inediti con la voce del compianto J Dilla, partecipano anche De La Soul, Dwele, Little Brother e altri.
Il gruppo, nonostante tutto, trova la forza per proseguire la propria attività trascinato da T3, a cui si sono affiancati nel frattempo Young RJ e Illa J, quest'ultimo fratello minore di J Dilla. Viene pubblicato un nuovo mixtape (Dirty Slums, con Mick Boogie) e poi il settimo album Evolution, uscito nel giugno 2013.

## Formazione
Attuale
- T3
- Young RJ

Ex membri
- J Dilla - deceduto nel 2006
- Illa J (John Derek Yancey, Detroit, 13 ottobre 1986)
- Baatin - deceduto nel 2009
- Elzhi

## Discografia
Album studio
- 2000 - Fantastic, Vol. 2
- 2002 - Trinity (Past, Present and Future)
- 2004 - Detroit Deli (A Taste of Detroit)
- 2005 - Fan-Tas-Tic (Vol. 1)
- 2005 - Slum Village
- 2010 - Villa Manifesto
- 2013 - Evolution
- 2015 - Yes!
- 2016 - Fantastic Vol. 0

Mixtape
- 2012 - Dirty Slums (con Mick Boogie)
- 2013 - Dirty Slums 2 (con Mick Boogie)

EP
- 2009 - Villa Manifesto EP

Raccolte
- 2000 - Best Kept Secret (come J-88)
- 2002 - Dirty District
- 2005 - Prequel to a Classic